# Lion attaquant un dromadaire
Lion attaquant un dromadaire est un diorama orientaliste dans la collection du musée Carnegie d'histoire naturelle créé par Édouard Verreaux. Le diorama représente une scène fictionnelle d'un homme se défendant contre un lion de l'Atlas.